# Stazione di Genova Costa di Sestri Ponente
La stazione di Genova Costa di Sestri Ponente è una fermata ferroviaria posta sulla linea Acqui Terme-Ovada-Genova, tratto meridionale della linea storicamente denominata Asti-Genova. Si trova su una delle colline che sorgono a nord dell'abitato di Sestri Ponente, tra le stazioni di Genova Borzoli e di Genova Granara.

## Storia
Voluta fortemente dagli abitanti della zona, per i quali la stazione di Sestri principale risultava troppo difficile da raggiungere, l'impianto fu attivato il 25 settembre 1994.
La fermata serve principalmente agli abitanti che si devono muovere da e per il basso Piemonte e coloro che, abitando sulle alture del quartiere (principalmente nella zona dell'ex comune di San Giovanni Battista), si muovono verso il centro.
Il progetto di Potenziamento della linea Acqui Terme/Alessandria-Ovada-Genova prevede una serie di interventi di natura infrastrutturale distribuiti sulle tratte e sugli impianti, finalizzati all’incremento degli indici di regolarità e affidabilità, e al miglioramento diffuso dell’accessibilità nelle stazioni. In particolare, la stazione di Genova Costa sarà oggetto di interventi di restyling, migliorando sia il decoro, con la messa in posa di una nuova pensilina, sostituzione delle sedute e dell’illuminazione, che l'accessibilità della stazione stessa con l’adeguamento dei marciapiedi a 55 cm di altezza. 

## Strutture e impianti
La stazione si trova sulla alture che portano al monte Gazzo, il cui caratteristico profilo dovuto all'attività estrattiva è chiaramente visibile dalla stessa.
Per quello che riguarda la categorizzazione delle stazioni, RFI la considera di categoria bronze.

### Accessibilità
La stazione è dotata complessivamente di un binario a servizio dei viaggiatori con relativa banchina.
La stazione è dotata dei seguenti servizi per l'accessibilità:
- Presenza di sistemi di informazione al pubblico sonori;
- Presenza di sistemi di informazione al pubblico visivi.

## Movimento
La stazione è servita dalla maggior parte corse regionali svolte da Trenitalia nell'ambito del contratto di servizio stipulato con la Regione Liguria.
Tutte le corse svolte da Trenitalia hanno origine/destinazione ad Acqui Terme e Genova Brignole.

## Interscambio
La stazione dispone di:
- Fermata autobus (AMT Genova)

A poche decine di metri di distanza dalla stazione, in piazza Consigliere, si trova un capolinea delle linee di autobus di AMT.